# Чемпіонат СРСР з легкої атлетики в приміщенні 1971 — 1500 метрів (чоловіки)

## Результати

### Фінал
| Місце | Атлет               | Регіон    | Місто/Область | Результат |
| ----- | ------------------- | --------- | ------------- | --------- |
| 1     | Володимир Пантелей  | УРСР      | Харків        | 3.46,3    |
| 2     | Віктор Семяшкін     | Ленінград | Ленінград     | 3.47,6    |
| 3     | Сергій Веселков     | Ленінград | Ленінград     | 3.47,7    |
| 4     | Микола Сінчінов     | РРФСР     | Ставрополь    | 3.48,0    |
| 5     | В'ячеслав Кулаков   | Москва    | Москва        | 3.48,2    |
| 6     | Анатолій Верлан     | РРФСР     | Кемерово      | 3.48,5    |
| 7     | Віктор Черняєв      | Москва    | Москва        | 3.49,0    |
| 8     | Олександр Троіцький | РРФСР     | Магадан       | 3.49,7    |